# Antéscio
Antéscio (em latim: Antestius) foi um oficial franco do século VI, ativo durante o reinado de Gontrão (r. 561–592).

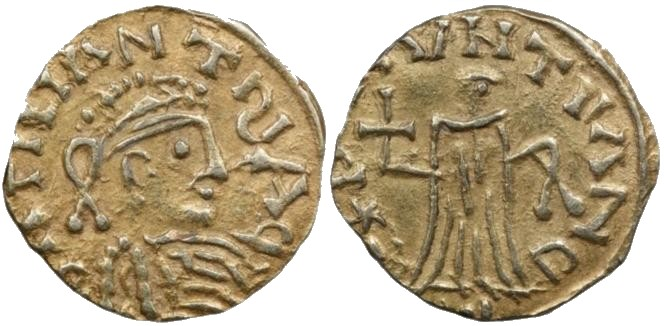
Tremisse de Gontrão r.

## Vida
Antéscio aparece em 585, quando acompanhou Desidério em sua visita a Gontrão para fazer sua paz após a queda do pretendente Gundobaldo. Em 587, foi enviado por Gontrão para Angers, onde puniu aqueles responsáveis pelo assassinato de Domnola; dentre os punidos estava Boboleno, cuja propriedade foi confiscada. Antéscio então foi para Nantes, onde acusou o filho do bispo Noníquio de envolvimento no mesmo assunto e exigiu garantias de que o bispo apareceria diante do rei.
Antéscio foi para Saintes na páscoa de 587 e acusou o bispo Paládio de ajudar e incentivar emissários secretos entre Fredegunda e os visigodos; o bispo foi preso e apenas recebeu permissão para entrar na cidade e celebrar a páscoa quando deu garantias de que apareceria diante do rei e também fez uma escritura que garantia uma residência na área de Burges para Antéscio. Depois, Antéscio falhou em conseguir provar as acusações contra Paládio e Noníquio foi libertado após entregar muitos presentes.
Em 589, acompanhou Bossão em campanha contra os visigodos por Gontrão. Antéscio talvez pode ser associado ao duque Antéscio da Borgonha cuja filha foi curada pelo abade Arédio de Limoges.